# Едхем Шліво
Едхем Шліво (сербохорв. Edhem Šljivo, нар. 13 березня 1950, Сараєво) — югославський футболіст, що грав на позиції півзахисника.
Виступав, зокрема, за клуби «Сараєво» та «Кельн», а також національну збірну Югославії.

## Клубна кар'єра
У дорослому футболі дебютував 1968 року виступами за команду клубу «Сараєво», в якій провів десять сезонів, взявши участь у 258 матчах чемпіонату. Більшість часу, проведеного у складі «Сараєва», був основним гравцем команди.
Згодом з 1978 по 1982 рік грав у складі команд клубів «Льєж» та «Ніцца».
Своєю грою за останню команду привернув увагу представників тренерського штабу клубу «Кельн», до складу якого приєднався 1982 року. Відіграв за кельнський клуб наступні два сезони своєї ігрової кар'єри.
Завершив професійну ігрову кар'єру у клубі «Льєж», у складі якого вже виступав раніше. Прийшов до команди 1984 року, захищав її кольори до припинення виступів на професійному рівні у 1987 році.

## Виступи за збірну
У 1976 році дебютував в офіційних матчах у складі національної збірної Югославії. Протягом кар'єри у національній команді, яка тривала 7 років, провів у формі головної команди країни лише 12 матчів, забивши 2 голи.
У складі збірної був учасником чемпіонату Європи 1976 року в Югославії, чемпіонату світу 1982 року в Іспанії.